# Pseudoendothyrinae
Pseudoendothyrinae es una subfamilia de foraminíferos bentónicos de la familia Pseudoendothyridae cuyos taxones han sido tradicionalmente incluidos en la superfamilia Fusulinoidea, del suborden Fusulinina y del orden Fusulinida. Su rango cronoestratigráfico abarca desde el Tournasiense superior (Carbonífero inferior) hasta el Sakmariense (Pérmico inferior).

## Discusión
Clasificaciones más recientes incluyen Pseudoendothyrinae en la superfamilia Ozawainelloidea, y en la subclase Fusulinana de la clase Fusulinata. Otras clasificaciones incluyen Pseudoendothyrinae en la Superfamilia Staffelloidea.

## Clasificación
Pseudoendothyrinae incluye a los siguientes géneros:
- Eoparastaffella †
- Pseudoendothyra †

Otro género considerado en Pseudoendothyrinae es:
- Eoparastaffellina †, aceptado como Pseudoendothyra